# Fosnes
Fosnes là một đô thị ở hạt Trøndelag, Na Uy. Đô thị này thuộc vùng Namdalen. Trung tâm hành chính của đô thị này là làng Jøa. Fosnes tọa lạc về phía bắc của Namsos. Đô thị này bao gồm đảo Jøa và hồ sâu thứ nhì ở châu Âu, Salsvatnet.
Fosnes đã được lập thành một đô thị ngày 1 tháng 1 năm 1838 (xem formannskapsdistrikt). Hai đô thị khác sau này đã được tách khỏi đô thị này: Flatanger năm 1871 và Otterøy năm 1913.
Đô thị (ban đầu là một giáo khu) đã được đặt tên theo nông trang cũ Fosnes (tiếng Na Uy Cổ: Fólsknnes), do nhà thờ đầu tiên đã được xây dựng ở đó. 